# 孫鼎烈
孫鼎烈（1841年—1910年），字叔和，江蘇省常州府無錫縣石塘湾人，清朝政治人物。
孙竹筠长子。早年曾曾助办团练，镇压太平军。同治壬戊秀才，光绪戊子举人，光緒十五年（1889年），聯捷己丑科進士二甲45名進士。同年五月，改翰林院庶吉士。光緒十六年四月，散館，著以知县即用。先后任浙江新昌、会稽、太平、临海等县知县，有循吏声。应征入京，任职礼学馆。宣统元年（1909年）致仕回乡，次年卒。
著作有《四槐寄庐类稿》、《扈从纪程》、《酉斋决事》等。弟孙振烈，亦知名于时，子藩圻，光绪庚子子举人，官內閣中書。

## 外部連結
- 孫鼎烈 惠山古鎮